# École supérieure d'art de Grenoble
 (juillet 2024).
 (juillet 2024).
La mise en forme du texte ne suit pas les recommandations de Wikipédia : il faut le « wikifier ».
Les points d'amélioration suivants sont les cas les plus fréquents. Le détail des points à revoir est peut-être précisé sur la page de discussion.
- Les titres sont pré-formatés par le logiciel. Ils ne sont ni en capitales, ni en gras.
- Le texte ne doit pas être écrit en capitales (les noms de famille non plus), ni en gras, ni en italique, ni en « petit »…
- Le gras n'est utilisé que pour surligner le titre de l'article dans l'introduction, une seule fois.
- L'italique est rarement utilisé : mots en langue étrangère, titres d'œuvres, noms de bateaux, etc.
- Les citations ne sont pas en italique mais en corps de texte normal. Elles sont entourées par des guillemets français : « et ».
- Les listes à puces sont à éviter, des paragraphes rédigés étant largement préférés. Les tableaux sont à réserver à la présentation de données structurées (résultats, etc.).
- Les appels de note de bas de page (petits chiffres en exposant, introduits par l'outil «  Source ») sont à placer entre la fin de phrase et le point final[comme ça].
- Les liens internes (vers d'autres articles de Wikipédia) sont à choisir avec parcimonie. Créez des liens vers des articles approfondissant le sujet. Les termes génériques sans rapport avec le sujet sont à éviter, ainsi que les répétitions de liens vers un même terme.
- Les liens externes sont à placer uniquement dans une section « Liens externes », à la fin de l'article. Ces liens sont à choisir avec parcimonie suivant les règles définies. Si un lien sert de source à l'article, son insertion dans le texte est à faire par les notes de bas de page.
- La présentation des références doit suivre les conventions bibliographiques. Il est recommandé d'utiliser les modèles {{Ouvrage}}, {{Chapitre}}, {{Article}}, {{Lien web}} et/ou {{Bibliographie}}. Le mode d'édition visuel peut mettre en forme automatiquement les références.
- Insérer une infobox (cadre d'informations à droite) n'est pas obligatoire pour parachever la mise en page.

Pour une aide détaillée, merci de consulter Aide:Wikification.
Si vous pensez que ces points ont été résolus, vous pouvez retirer ce bandeau et améliorer la mise en forme d'un autre article.
Pour les articles homonymes, voir École supérieure d'art.
L'École supérieure d'art et design Grenoble Valence ou ÉSAD Grenoble Valence est un établissement d'enseignement supérieur français agréé par le ministère de la Culture.
L'ÉSAD Grenoble Valence est l'une des cinquante-six écoles d'art placées sous la tutelle pédagogique de la Délégation aux arts plastiques par l'intermédiaire de la Mission permanente d'inspection, de conseil et d'évaluation de l'enseignement artistique.
L’École Supérieure d’Art et Design Grenoble Valence est une nouvelle école publique d’enseignement supérieur artistique issue du rapprochement en 2011 de l’École supérieure d'art de Grenoble et de l’École régionale des beaux-arts de Valence. Répartie sur deux sites, l’ÉSAD Grenoble Valence délivre des masters en Art et Design graphique.
L'ÉSAD Grenoble, anciennement école des Beaux-Arts industriels de Grenoble, est située au centre-ville de Grenoble, au 25, rue Lesdiguières. On y enseigne exclusivement l'option « art » et sa bibliothèque est associée au réseau de la bibliothèque municipale de Grenoble.

## Historique
C'est en 1910 que le sculpteur Urbain Basset préside au déménagement de l'École des Beaux-arts industriels de la rue Hébert dans les locaux actuels.
Précédemment, l'école d'art de la ville de Grenoble était dirigé par Aimé Charles Irvoy arrivé à Grenoble en 1855. L'année suivante, le poste de directeur de l'école de sculpture architecturale de Grenoble étant vacant à la suite du décès de son directeur Victor Sappey, Irvoy obtient cette place et la conservera pendant quarante et un ans. L'ancienne école datant de 1853 et le logement de son directeur, rue Hébert, abritent aujourd'hui le musée de la Résistance et de la Déportation de l'Isère.
En 1922, Louis Mion est désigné directeur de l'École des arts industriels par le maire Paul Mistral. Lors de la remise conjointe des prix de l'École régionale d'architecture et de l'École d'art industriel pour l'année scolaire 1936-1937, il est rappelé dans le discours que cette dernière institution accueille 961 élèves et apprentis en cours du soir.
Parallèlement, Michèle Crozet et son équipe de jeunes enseignants travaillaient à la création d’une École Supérieure d’Art dont l’enseignement sera sanctionné par des diplômes nationaux,  le DNAP (Diplôme national d’art plastique)  à l’issue de la troisième année puis le DNSEP (Diplôme national supérieur d’expression plastique), à l’issue de la cinquième année.
À partir des années 1980, l'école adopte une pédagogie innovante[Laquelle ?]. Quelques acteurs majeurs ou de renom de la scène artistique française en sortent dans cette période,, : Dominique Gonzalez-Foerster,Pierre Joseph, Matthieu Laurette, Serge Comte, Samuel Rousseau, Philippe Parreno, Barthélémy Toguo, Julien Prévieux (Prix Marcel Duchamp 2014), Jean-Claude Gallotta.
Alain Carignon, maire de Grenoble de 1983 à 1995, veut transformer cette école d’art en établissement consacré aux arts appliqués mais provoque des réactions vives, notamment de Gonzalez-Foerster, Parreno et Véronique Joumard.
Depuis le 1er juin 2011, l'ÉSAD de Valence devient L’École supérieure d’art et design Grenoble – Valence (ESAD-GV), qui est une nouvelle école publique d’enseignement supérieur artistique issue du rapprochement de l’École supérieure d’art de Grenoble et de l’École régionale des beaux-arts de Valence. Répartie sur deux sites, Grenoble et Valence, l’ÉSAD délivre des masters en art et en design graphique.
Cette nouvelle école est gérée sous la forme d'un Établissement Public de Coopération Culturelle. À sa création, la Présidente du conseil d'administration est Françoise Casalino, Adjointe au Maire de Grenoble, puis Véronique Pugeat, adjointe au Maire de Valence, lui succède. En octobre 2018, la présidente du Conseil d'administration devient Francie Mégevand, Vice-présidente Culture de la Métropole de Grenoble. Depuis le 26 septembre 2023, Marie-Françoise Pascale, Adjointe au Maire de Valence, est présidente de l'EPCC ESAD Grenoble Valence.
Habilitée par l’état à délivrer des diplômes nationaux, l'École est financée par Grenoble Alpes Métropole, Valence Romans Agglo, la Région Auvergne Rhône-Alpes, le Ministère de la Culture – Direction régionale des affaires culturelles Rhône-Alpes, et soutenue par les départements de la Drôme et de l’Isère.

## Diplôme
La formation est sanctionnée par des diplômes nationaux :
- le DNA, diplôme national d’art, à l’issue de la troisième année ;
- le DNSEP, diplôme national supérieur d’expression plastique, à l’issue de la cinquième année.

## Directeurs
- Victor Sappey, de 1831 à 1856.
- Aimé Charles Irvoy, de 1856 à 1897.
- Louis Mion (1922-)
- Michèle Crozet
- Jean-Pierre Simon
- Jacques Norigeon (2011-2018), Directeur Général de l'École Supérieure d'Art et Design Grenoble Valence (EPCC créé en 2011)
- Amel Nafti (2018-2023) Directrice Générale de l'École Supérieure d'Art et Design Grenoble Valence
- Jérôme Delormas (2024-2027), Directeur Général de l'École Supérieure d'Art et Design Grenoble Valence

## Élèves notables
- Claire Chevrier
- Serge Comte ;
- Dominique Gonzalez-Foerster ;
- Matthieu Laurette ;
- Christelle Lheureux ;
- Isabelle Morini-Bosc ;
- Pierre Joseph ;
- Bertrand Planes ;
- Philippe Parreno ;
- Philippe Perrin (artist) (en) ;
- Julien Prévieux ;
- Isabelle Prim ;
- Pierre Rambaud, élève de 1872 à 1877 ;
- Samuel Rousseau ;
- Barthélémy Toguo ;
- Henriette Deloras ;
- Slimane Raïs ;
- Bernard Joisten ;
- Louis Balmet ;
- Jean-Claude Gallotta

## Ateliers pour tous
L'ÉSAD, en plus de son enseignement supérieur, propose des cours pour enfants, adolescents et adultes.
Ceux-ci ne délivrent pas de diplômes, mais permettent aux auditeurs et auditrices de s'initier ou d'approfondir leurs pratiques artistiques. Les cours sont dispensés par des enseignants en art.
A Grenoble, un lieu est spécifiquement destiné à l'enseignement des pratiques artistiques, qui est situé au 3 rue Federico Garcia Lorca, 38100 Grenoble.

## Accès
L'établissement est desservi par les lignes de bus C3, C4, 12 et 16 (arrêt Docteur Martin).